# Dux Pannoniae primae et Norici ripensis
El dux Pannoniae primae et Norici ripensis o, simplemente, dux Pannoniae primae fue un cargo militar usado en el Imperio romano de Occidente en los siglos IV y V. Designaba a la persona que comandaba las fuerzas limitanei situadas en las provincias de Panonia Primera y Nórico Ripense, en el norte de la diócesis de Panonia junto al tramo fronterizo del alto Danubio.

## Descripción y funciones
El cargo se creó en el siglo IV a consecuencia de la reorganización estratégica del ejército emprendida por Constantino I mediante la que se dividió el ejército en dos grandes bloques: una parte estacionada de manera permanente en las fronteras cuyas unidades —los limitanei— eran comandadas por duces y otra de carácter móvil  —los comitatenses—que apoyaban a los primeros en caso de invasión o se enfrentaba a los invasores si estos conseguían rebasar las fronteras y penetrar en el imperio.
El área fronteriza a cargo del dux Pannoniae primae era un tramo del alto Danubio que iba desde la desembocadura de su afluente el río Eno en Boiodurum (la actual Passau) hasta Arrabona (la actual Győr) donde desembocaba el Raba.
Durante la segunda mitad del gobierno de Valentiniano I tuvieron que defender la frontera danubiana frente a los ataques de los cuados situados en la orilla opuesta del río a la altura de Panonia Primera. Esto llevó a los romanos a atravesar el río y construir puntos fortificados que fueron, finalmente, abandonados tras acordarse la paz con esta tribu.
A inicios del siglo V vieron como marcomanos y cuados abandonaban sus territorios para desplazarse hasta el Rin e invadir posteriormente la Galia. Sus territorios fueron, entonces, ocupados por los hunos e incluidos en su imperio. Dos de los pueblos sometidos a ellos eran los rugios y los ostrogodos quienes, tras la muerte de Atila en 453 se independizaron, crearon reinos en el área del alto Danubio y acabaron por controlar el territorio romano situado al sur del río. Para entonces, el grueso de las tropas fronterizas habían sido retiradas a Dalmacia y las pocas que quedaron acabaron disolviéndose por la falta de pago de sus salarios desde el gobierno imperial.

## Estado Mayor
Contaba con un officium o Estado Mayor que coordinaba la estrategia y asumía el control administrativo y burocrático de las tropas. Estaba formado por los siguientes cargos:
- Un principe, máximo responsable del officium y de la ejecución de las órdenes del comes.
- Un numerarium que administraba las finanzas y se encargaba de los suministros y la paga a los soldados.
- Un commentariense, encargados de los registros y de la justicia criminal.
- Varios adiutores encargado de las cuestiones jurídicas civiles y que eran asistido por ayudantes (subadiuvae).
- Un Regerendari encargado del transporte y comunicaciones entre las unidades militares.
- Varios Exceptores que se aseguraban de que las órdenes del Estado Mayor eran entendidas y cumplidas por las unidades.
- Varios Singulares et reliquii officiales quienes eran el resto del personal que trabajaba en el Estado Mayor.

## Tropas a su mando

Provincias de la diócesis de Panonia. El dux Pannoniae primae et Norici ripensis estaba al mando de las tropas estacionadas en las fronterizas
Nórico Ripense y
Panonia Primera

El arqueólogo John Wilkes determinó que, en el momento de redactarse la Notitia dignitatum, el grupo de tropas a su cargo se componía de 27 unidades de infantería, caballería y naval:
A) 17 unidades estacionadas en la provincia de Nórico Ripense:
- Cohorte estacionada en Boiodurum (Passau).
- Legio II Italica milites Liburnarii estacionados en Ioviacum (Schlögen).
- Equites promoti estacionados en Ad Mauros (Eferding).
- Equites sagittarii estacionados en Lentia (Linz).
- Legio II Italica estacionados en Lentia (Linz).
- Legio II Italica estacionados en Lauriacum (Lorch).
- Classis Lauriacensis con base, igualmente, en Lauriacum (Lorch).
- Legio I Noricorum milites Liburnariorum estacionados en Ad Iuvense (Wallsee).
- Equites sagittarii estacionados en Locus Felicis (Mauer an der Url).
- Equites Dalmatae estacionados en Arelape (Pöchlarn).
- Classis Arlapensis con base, igualmente, en Arelape (Pöchlarn).
- Legio I Noricorum liburnariorum estacionados en Faviana (Mautern).
- Equites Dalmatae estacionados en Augustiana (Traismauer).
- Cohorte estacionada en Astura (Zwentendorf).
- Equites promoti estacionados en Commagena (Tulln).
- Classis Comaginensis con base, igualmente, en Commagena (Tulln).
- Cohorte estacionada en Cannabiaca (Zeiselmauer).

B) 10 unidades estacionadas en la provincia de Panonia Primera:	
- Cohorte estacionada en Arrianae (Klosterneuburg).
- Legio X Gemina estacionados en Vindobona (Viena).
- Equites Dalmatae estacionados en Ala Nova (Schwechat).
- Equites Dalmatae estacionados en Aequinoctium.
- Legio XIV Gemina milites Liburnarii estacionados en Carnutum (Deutsch-Altenburg).
- Equites sagittarii estacionados en Gerulata (Rusovce).
- Cuneus equitum Dalmatorum estacionados en Ad Flexum (Magyaróvár).
- Equites promoti estacionados, igualmente, en Ad Flexum (Magyaróvár).
- Equites Mauri estacionados en Quadrata (Lébény).
- Equites promoti estacionados en Arrabona (Győr).

Además de estas unidades regulares romanas, dentro de las tropas al mando del dux se incluía una formada por guerreros de la tribu de los marcomanos asentados en la orilla opuesta del Danubio a la altura de Nórico Ripense.
Los manuscritos medievales de la Notitia recogen la decoración que llevaban los escudos de alguna de las unidades:

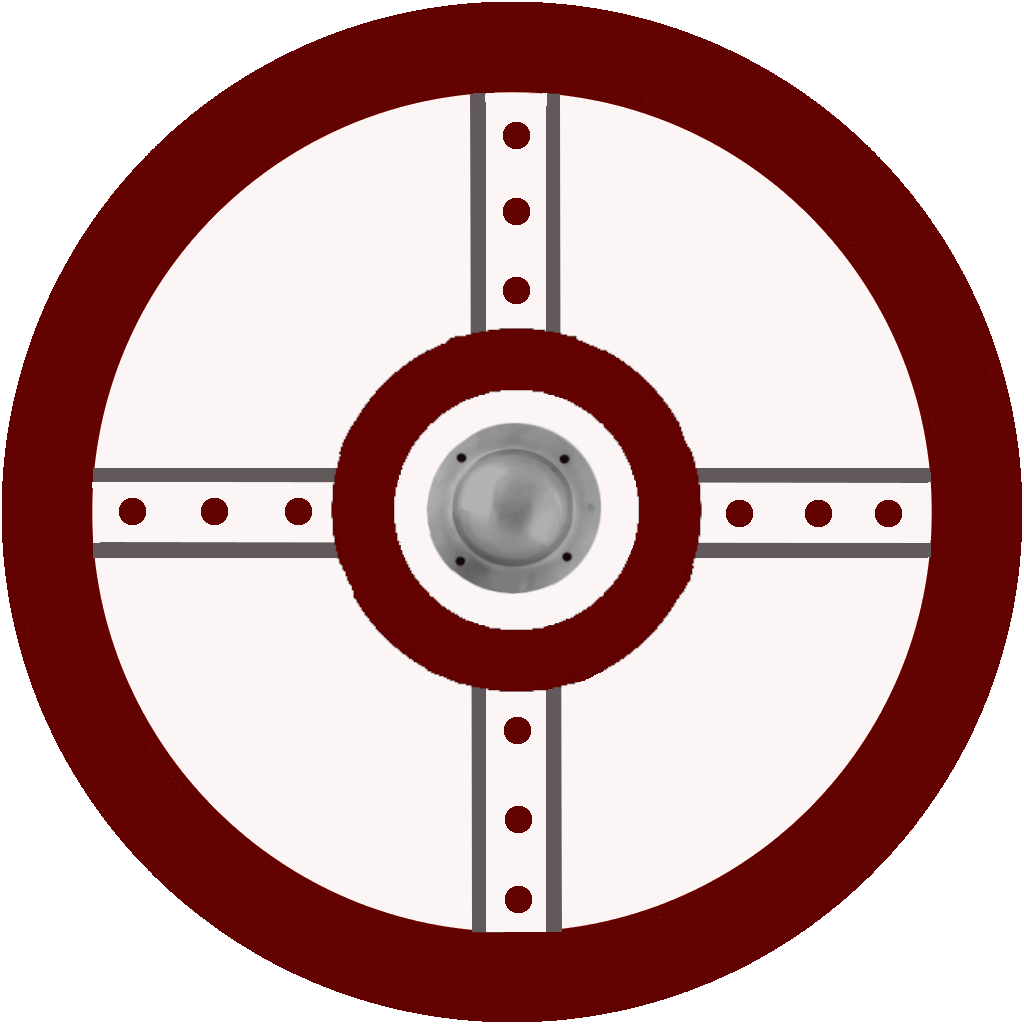
Escudo de los Secundani Italiciani.
Escudo de la Legio X Gemina.
Escudo de la Legio XIV Gemina.